# Камал ад-Дин аль-Фариси
Кама́л ад-Дин Абу-ль-Хасан Мухаммад ибн аль-Хасан аль-Фа́риси (араб. كمال الدين الحسن بن علي بن الحسن الفارسي‎; ум. ок. 1320) — средневековый мусульманский учёный персидского происхождения, ученик Кутб ад-Дина аш-Ширази, наиболее значимый исследователь оптики после Ибн аль-Хайсама. Автор критической переработки «Книги об оптике» («Китаб аль-маназир») Ибн аль-Хайсама под названием «Танких аль-маназир ли-зави аль-абсар ва-ль-басаир» (араб. تنقيح المناظر لذوي الأبصار والبصائر‎), которая стала переломным моментом в понимании света и зрения.
Камал ад-Дин аль-Фариси был родом из Фарса, прибыл в Тебриз (вероятно до 1290 года) для обучения под руководством Кутб ад-Дина аш-Ширази, который был из числа выдающихся астрономов-философов Марагинской обсерватории. Увидев неудовлетворённость своего ученика прочтёнными трудами об оптике, Кутб ад-Дин аш-Ширази вспомнил, что когда-то видел в библиотеке Фарса книгу об оптике в двух томах, которую приписывали Ибн аль-Хайсаму. Вскоре аль-Фариси получил копию этой книги. Учитель побудил его написать комментарий к труду Ибн аль-Хайсама, в то время как сам Кутб ад-Дин аш-Ширази готовил комментарий к «Канону врачебной науки» Ибн Сины.
Вероятно труд Камал ад-Дина аль-Фариси изначально задумывался как сокращённая версия «Книги об оптике» с комментариями автора. Позднее он превратился в критический пересмотр не только книги Ибн аль-Хайсама, но и всей науки об оптике. Труд аль-Фариси охватывает не только семь частей «Книги об оптике», но и другие трактаты Ибн аль-Хайсама, некоторые из которых связаны с астрономией и метеорологией: «О гало и радуге», «О горящей сфере», «О тенях», «О форме затмения», «О свете». Точно неизвестно, когда автор закончил работу над книгой. Некоторые считали, что это произошло до 1290 года (М. Назиф), другие предположили, что Камал ад-Дин завершил свой труд не ранее 1302 года, но до смерти Кутб ад-Дина аш-Ширази.
Считается, что Камал ад-Дин аль-Фариси умер около 1320 года (Г. А. Рассел, Матвиевская и Розенфельд). Однако его ученик Симнани в своей записи упоминает, что он умер в Тебризе 19 числа месяца зу-ль-када 718 года хиджры (то есть 12 января 1319 года) в возрасте 53 лет.